# Command & Conquer: The First Decade
Command & Conquer: The First Decade — коллекционный сборник игр серии Command & Conquer, анонсированный 4 ноября 2005 года и выпущенный 7 февраля 2006 года. В антологию включены двенадцать игр серии, собранных на одном DVD и обновлённых для запуска на Windows XP. Стоимость комплекта равна стоимости одной коробки с игрой. Также в сборник добавлен бонусный DVD, содержащий фильм об истории сериала, интервью с продюсерами, старые эскизы, различные звуковые темы и короткометражные фильмы поклонников серии C&C.
Также в комплекте к дискам идёт плакат формата A4 с рендерами для Command & Conquer 3: Tiberium Wars на каждой стороне и 70-страничное руководство пользователя, в котором описываются все подразделения и горячие клавиши к каждой игре сборника.

## Игры и дополнения к ним на сборнике
Всего на игровом диске размещено 12 игр и дополнений (в скобках указана дата выхода):
- Command & Conquer (август 1995)
  - Command & Conquer — The Covert Operations (апрель 1996)
- Command & Conquer: Red Alert (Октябрь 1996)
  - Command & Conquer: Red Alert — Counterstrike (март 1997)
  - Command & Conquer: Red Alert — The Aftermath (сентябрь 1997)
- Command & Conquer: Tiberian Sun (август 1999)
  - Command & Conquer: Tiberian Sun — Firestorm (февраль 2000)
- Command & Conquer: Red Alert 2 (октябрь 2000)
  - Command & Conquer: Red Alert 2 — Yuri’s Revenge (октябрь 2001)
- Command & Conquer: Renegade (февраль 2002)
- Command & Conquer: Generals (февраль 2003)
  - Command & Conquer: Generals – Zero Hour (сентябрь 2003)

В сборник не была добавлена многопользовательская игра Sole Survivor, потому как все сервера для неё были уже закрыты ЕА.

## Игровой DVD
На первом DVD расположены 12 игр, адаптированных для запуска на Windows XP (кроме Command & Conquer: Red Alert, патч для которого на момент выхода сборника находился в бета-тестировании). Все игры собраны в единый установщик. Установщик позволяет выбрать какие игры устанавливать, а какие нет; при выборе всех игр необходимо ввести, в общей сложности, 6 отдельных серийных ключей.
В сборник включён «лаунчер», позволяющий запускать установленные игры. Однако, чтобы сэкономить время игроков, сторонними разработчиками был разработан установщик иконок, создающий ярлыки для каждой игры в отдельности.

### Обновления
С момента выхода The First Decade EA выпустила два обновления, обозначенных как 1.01 и 1.02. Из-за того, что в The First Decade не был добавлен автоапдейтер, патчи необходимо скачивать вручную с официального сайта The First Decade.
Дальнейшая поддержка игр сборника перешла в руки сообщества, выпустившего набор патчей «Command & Conquer Gold: Project 1.06».

## Отзывы и награды
| Сводный рейтинг | Сводный рейтинг |
| Агрегатор       | Оценка          |
| --------------- | --------------- |
| GameRankings    | 77,58 %         |

Command & Conquer: The First Decade получило «Серебряную» награду от Ассоциации издателей программного обеспечения для развлечений и отдыха, что указывает на то, что в Великобритании было продано не менее 100 000 копий.